# Gracia Querejeta
Gracia Querejeta Marín (Madrid, 13 augustus 1962) is een Spaans filmregisseur.

## Filmografie

### Film
Uitgezonderd korte films en documentaires.
| Jaar | Film                              |
| ---- | --------------------------------- |
| 1992 | Una estación de paso              |
| 1996 | El último viaje de Robert Rylands |
| 1999 | Cuando vuelvas a mi lado          |
| 2004 | ¡Hay motivo!                      |
| 2004 | Héctor                            |
| 2007 | Siete mesas de billar francés     |
| 2013 | 15 años y un día                  |
| 2015 | Felices 140                       |
| 2016 | Kalebegiak                        |
| 2018 | Ola de crímenes                   |
| 2020 | Invisibles                        |

- Bibsys: 14030224
- Biblioteca Nacional de España: XX988030
- Bibliothèque nationale de France: cb16772877x (data)
- Catàleg d'autoritats de noms i títols de Catalunya: 981058516888606706
- International Standard Name Identifier: 0000 0000 5958 0055
- Library of Congress Control Number: nr98038892
- SNAC: w6bx1vtq
- Système universitaire de documentation: 14515727X
- Virtual International Authority File: 22058463
- WorldCat: E39PBJdmjPkMhXfXtrqpgfbjmd